# Qemal Minxhozi
Qemal Minxhozi (født 1. april 1953 i Burrel) er en albansk diplomat og politiker.
Han er filolog af uddannelse med speciale i engelsk fra Tiranas Universitet.
Fra 2002 til foråret 2005 var han chef for den albanske ambassade i København (chargé d'affaires). 
Han blev i sommeren 2005 valgt som socialistisk parlamentsmedlem i Dibra-området.